# Zona economica speciale
Una zona economica speciale (abbreviato: ZES; inglese: Special Economic Zone; inglese abbreviato: SEZ) è una regione geografica dotata di una legislazione economica differente dalla legislazione in atto nella nazione di appartenenza. In queste aree è garantita la possibilità di derogare dalle leggi vigenti nell'ambito delle ordinarie politiche nazionali.
Le zone economiche speciali vengono solitamente create per attrarre maggiori investimenti stranieri. 
Zone economiche speciali sono state create in diversi paesi tra i quali: Cina, India, Italia, Giordania, Polonia, Kazakistan, Filippine, Corea del Nord e Russia.

## Storia
Questa particolare condizione di sviluppo ha inizio a partire dal 1937, con una crescita costante di aree sottoposte a questa condizione, ad oggi nel 2020 son 130 i paesi nel mondo ad aver implementato ZES con circa 4.300 aree con un particolare sviluppo in Asia, nel Pacifico e nelle Americhe.
Le prime aree ZES furono negli anni trenta negli Stati Uniti poi negli anni cinquanta seguirono in Irlanda (1959) nell'area dell'aeroporto di Shannon a Clare, (inrfa). Quindi in Cina da parte di Deng Xiaoping fu creata la prima zona economica speciale di Shenzhen nel 1979.
Oggi la Cina collabora con molti paesi africani nel creare nuove ZES.
Dopo circa 25 anni dalla sua creazione, nella ZES cinese di Shenzen gli scambi commerciali sono cresciuti circa di 17 volte con un aumento del volume con il commercio estero fino al valore di circa 443 miliardi di dollari e una crescita annua del PIL dell'area intorno al 8,9%. 
Il motivo del successo economico di queste aree è dovuto a:
- regime fiscale di vantaggio, che contempla l'abbattimento totale della tassazione su alcune tipologie di imprese;
- procedure amministrative semplificate;
- possibilità di rimpatrio agevolate di investimenti e profitti;
- dazi ridotti su importazioni, esenzione su tasse per esportazione;
- canoni di concessione agevolati.

In alcuni paesi, le zone sono state criticate per essere poco più che campi di lavoro, con i lavoratori a cui vengono negati i diritti fondamentali del lavoro.

## Tipologie
Il termine zona economica speciale può includere:
- Zone di libero scambio (FTZ)
- Porto franco (EPZ)
- Zone franche / Zone economiche libere (FZ / FEZ)
- Parchi industriali / proprietà industriali (IE)
- Porti liberi
- Parchi logistici vincolati (BLP)
- Zone di impresa urbana

## Zona economica speciale in Europa
In Europa le ZES sono circa 91.
Le ZES possono svilupparsi in modo diverso, dando vita a forme e strumenti specifici di supporto, tra questi:
1. Parchi industriali (Industrial Park - IP),
2. Eco-Industrial Park (EIP)
3. Parchi Tecnologici (Technology Park - TP)
4. Zone Franche (Free trade zones - FTZ)
5. Distretti per l'innovazione (Innovation District - ID)

Il criterio generale, secondo le norme europee per la concessione di aiuti alle aree ZES, comprende le circostanze secondo le quali le agevolazioni da concedere in determinate regioni (infra) possono essere riconosciute solo:
- per la creazione di un nuovo stabilimento o per l'ampliamento della capacità di uno stabilimento esistente;
- per la diversificazione della produzione di uno stabilimento esistente per ottenere prodotti mai fabbricati prima;
- per un cambiamento fondamentale del processo di produzione complessivo di uno stabilimento esistente.

Inoltre, il richiedente deve contribuire con fondi propri per almeno il 25% dei costi ammissibili dell'investimento.

### Irlanda
Irlanda (Shannon): la Shannon duty-free Processing Zone (SPZ) è stata creata nel 1959 e la sua gestione è stata affidata a un'agenzia di sviluppo regionale (Shannon Development), allo scopo di attirare imprese dall'estero e creare nuova occupazione.

### Portogallo
Madeira nel 1980 fu istituita come free trade zone (FTZ), sono previsti crediti di imposta per spese in ricerca e sviluppo fino a 1,5 milioni; le imprese estere che si stabiliscono nella regione scontano un'aliquota sui redditi prodotti pari al 5%. Tra i requisiti minimi per beneficiare dei vantaggi concessi le imprese devono creare almeno cinque posti di lavoro durante i primi sei mesi di attività ed effettuare un investimento minimo in impianti, macchinari, ecc. pari a € 75.000 per i primi due anni di attività.

### Polonia
In Polonia le ZES sono 17.
Esse sono state istituite con una legge nel 1994 che offre vari tipi di sgravi fiscali ed incentivi per le nuove imprese. Inizialmente le ZES dovevano durare fino al 31 dicembre 2020 poi è stata di recente prorogata fino al 31.12.2026.
La prima ZES in Polonia fu quella dell'area di Katowice nel 1996.
«Secondo i dati governativi, in Polonia, tra il 2005 e il 2015, gli investimenti localizzati nelle ZES (la cui superficie complessiva è pari a 18.200 ettari) sono stati pari a quasi 20 miliardi, gli occupati sono passati da 75 a 287 mila, con un incremento di quasi 213 mila nuovi posti di lavoro.»

### Italia
In Italia, al 2021, vi sono:
- tre modelli di ZES in qualche maniera ricadenti nel modello "free tax":[11]

1. il Porto Franco di Trieste
2. Il Porto Franco di Venezia
3. La Zona Franca doganale di Portovesme

- Varie ZES nel sud Italia[15]:

1. Abruzzo[16]: con i comuni di: Alanno, Atessa, Chieti, Cupello, Gissi, Manoppello, Monteodorisio, Mozzagrogna, Paglieta, San Salvo, Scafa, Sulmona, Giulianova, Mosciano Sant'Angelo, Roseto degli Abruzzi.
2. Adriatica-interregionale Puglia-Molise[17]: parte molisana con i comuni di: Bojano, Campobasso, Campochiaro, Campomarino, Carpinone, Larino, Pettoranello, Pozzilli, San Polo Matese, Termoli, Venafro.
3. Calabria[18]
4. Campania[19]
5. Ionica-interregionale Puglia-Basilicata[20]
6. Sicilia Occidentale[21]: con i comuni di Caltavuturo, Partinico, Palma di Montechiaro, Misilmeri, Salemi, Campofelice di Roccella, Custonaci, Ravanusa, Calatafimi, Cinisi, Gibellina e Serradifalco.
7. Sicilia Orientale[22]: con i comuni di Avola, Militello in Val di Catania, Carlentini, Vittoria, Francofonte, Solarino, Scordia, Floridia, Vizzini, Acireale, Rosolini, Pachino, Troina, Lentini, Palazzolo Acreide, Ragusa, Niscemi, Gela, Mineo e Messina.
8. Sardegna: con i comuni di Assemini, Cagliari, Sarroch, Uta (CACIP); Oristano, Santa Giusta (CIPOR); Portoscuso (SICIP); Buddusò, Monti, Olbia (CIPNES); Alghero, Porto Torres, Sassari (CIP Sassari); Tortolì (CI Ogliastra); Elmas (Aeroporto Cagliari Elmas).[23]

- Da creare:[24]

1. Nebrodi

Ai membri del comitato di gestione di ogni singola ZES non spetta alcun compenso o indennità di carica.

## Zona economica speciale a Dubai
Istituito nel 2004, il Dubai International Financial Centre (DIFC) è un quartiere di Dubai di 110 ettari nonché uno dei maggiori hub finanziari globali dei mercati di Medio Oriente, Africa e Asia sudorientale (MEASA).

## Zona economica speciale in Marocco
In Marocco esiste la "Tanger Free Zone" è situata nella regione di Tangeri-Tétouan in Marocco, nasce nel 1999 vanta nel 2020 circa 500 società provenienti da tredici diversi Paesi, con un fatturato di 1,1 miliardi di euro; nel 2013 è stata riconosciuta una delle prime sei zone franche del mondo, secondo la classifica stilata dal Foreign Direct Investment (FDI), appartenente al gruppo del Financial Times.
Essa si estende su una superficie di 500 ettari ben servita dalle strutture aeroportuali e autostradali. Questa ZES è logisticamente collegata con il porto di Tangeri Med che si trova a pochi km e con l'aeroporto internazionale di Tangeri e una serie di autostrade per Casablanca, Agadir e Marrakech, ciò insieme ad un nodo ferroviario e una stazione marittima a completamento dei servizi della piattaforma logistica.
Tra i vantaggi di cui gode questa ZES vi sono vantaggi fiscali quali: esenzioni per 15 anni per l'imposta societaria, esenzioni dell'IVA per i beni prodotti per 5 anni ed l'abbattimento dell'80% per i successivi 20 anni insieme a vari sussidi statali per i nuovi insediamenti.

## Zona economica speciale in Cina
Il termine "speciale" nella Cina indica per lo più politiche speciali e misure flessibili per la gestione del sistema economico.
Tra queste misure e politiche vi sono:
- speciali incentivi fiscali per gli investimenti stranieri nelle ZES,
- una maggiore indipendenza per la gestione della attività legate al commercio internazionale,
- sviluppo di caratteristiche economiche basate su quattro principi.

I quattro principi che regolano l'economia delle zone economiche speciali cinesi sono:
- strutture realizzate principalmente per attrarre e utilizzare capitali stranieri,
- organizzazione delle attività economiche tramite joint-ventures tra società cinesi e società straniere e tramite imprese con capitale esclusivamente straniero,
- prodotti realizzati principalmente per l'esportazione in mercati stranieri,
- attività economiche regolate principalmente dal sistema del mercato.

Le zone economiche speciali della Repubblica Popolare Cinese sono indicate separatamente nella pianificazione nazionale e nella pianificazione finanziaria.
L'amministrazione economica è di competenza dell'autorità provinciale.
L'autorità legislativa è esercitata dal congresso e dal governo locali.

### Lista delle zone economiche speciali in Cina
Le zone economiche speciali della Repubblica Popolare Cinese sono:
- nella provincia del Guangdong: Shenzhen (dal 1980), Zhuhai (dal 1980) e Shantou (dal 1981)
- nella provincia del Fujian: Xiamen (dal 1980)
- l'intera provincia dell'Hainan (dal 1988)
- nella provincia autonoma dello Xinjiang: Kashgar (dal 2010), Khorgas (dal 2014)

## Zone economiche speciali in India
Il governo centrale indiano ha annunciato la creazione di zone economiche speciali nell'aprile del 2000 con l'intenzione di considerarle territorio straniero dal punto di vista commerciale, fiscale e doganale.
Il modello adottato per le zone economiche speciali ricalca quello cinese e il governo indiano desidera aumentare gli investimenti esteri, incrementare le esportazioni dal paese e creare le condizioni per rendere competitive le imprese indiane nel mercato globale. 
Il governo indiano ha anche previsto la possibilità di convertire le "Export Processing Zones" (zone economiche per la produzione di prodotti destinati all'esportazione) in zone economiche speciali.

### Lista delle zone economiche speciali in India
Le zone economiche speciali dell'India sono:
- Kandla e Surat (Gujarat)
- Cochin (Kerala)
- Santa Cruz (Mumbai-Maharashtra)
- Falta (Bengala Occidentale)
- Chennai (Tamil Nadu)
- Visakhapatnam (Andhra Pradesh)
- Noida (Uttar Pradesh)

## Zone economiche speciali in Kazakistan
- Astana

## ZES in EU e nel mondo
Di seguito una sinossi dei principali interventi ZES in Europa e nel mondo, secondo Ernst & Young Global Limited:
| Paese         | Scopo dell'aiuto | Tipo di aiuto |
| ------------- | --- | --- |
| Bulgaria      | Supporto per investimenti in regioni con alta disoccupazione                                                                       | Incentivi fiscali: per nuove attrezzature di produzione ed esenzione IVA per le importazioni di attrezzature per progetti di investimento attuato entro un periodo di 2 anni. Incentivi ai sensi dell'Investment Promotion Act (IPA): supporto per investimenti in attività commerciali specifiche, servizi amministrativi più rapidi e aiuto aggiuntivo per la formazione dei lavoratori. |
| Rep. Ceca     | Incremento degli investimenti | Incentivi agli investimenti per attività commerciali selezionate: - Rilievo CIT per 10 anni - Trasferimento di terra con uno sconto - Sovvenzioni per la creazione di posti di lavoro - Sovvenzioni per la formazione e la riqualificazione dei dipendenti - Contributi in denaro in conto capitale per investimenti strategici                                                            |
| Ungheria      | Trasferimento di nuove tecnologie e Know how                                                                                       | - Costi di ricerca e sviluppo doppia detrazione - Costi di R&D posti a tripla deduzione per particolari ricerche - Sgravi fiscali per un massimo di 10 anni fiscali per investimenti che soddisfano determinati requisiti e condizioni |
| Lettonia      | Aumento di investimenti in zone franche e speciali                                                                                 | - Zone franche e zone economiche speciali - Sgravio CIT per progetti di investimento su larga scala |
| Lituania      | Imprenditoria dello sviluppo nelle zone economiche franche e aumento degli investimenti                                            | - Costi R&D - Zone economiche sfavorevoli (esenzione tasse CIT) - Zona di libero scambio - Esenzioni dalle tasse sulla proprietà |
| Romania       | Aumento degli investimenti e dell'occupazione                                                                                      | - Riduzione fiscale del 100% (sgravio fiscale completo) per 10 anni fiscali consecutivi - Sovvenzione finanziaria o sconto dal prezzo di mercato per il trasferimento di beni immobili dallo stato agli investitori - Contributi in denaro per acquisizioni di immobilizzazioni di beni - Sovvenzioni in denaro per lavori di nuova creazione - Sovvenzioni in denaro alla formazione      |
| Slovenia      | Supporto per investimenti, Trasferimento di nuove tecnologie e competenza, Aumento dell'occupazione                                | - Riduzione della base imponibile in varie forme - Sgravi fiscali per i costi di ricerca e sviluppo - Sgravi fiscali per l'assunzione di dipendenti |
| Rep. Slovacca | Aumento degli investimenti e dell'occupazione                                                                                      | - Riduzione fiscale del 100% per 10 anni fiscali consecutivi - Sovvenzione finanziaria o sconto dal prezzo di mercato per il trasferimento di beni immobili dallo stato agli investitori - Contributi in denaro per acquisizioni di immobilizzazioni - Sovvenzioni in denaro per lavori di nuova creazione - Sovvenzioni in denaro alla formazione                                         |
| Brasile       | Supporto per ricerca e sviluppo di progetti e dell'occupazione                                                                     | Agevolazioni fiscali speciali: - Benefici fiscali per investimenti in infrastrutture e ricerca e sviluppo - Vantaggi fiscali per l'importazione, l'esportazione e le vendite - Sospensione della tassa di importazione per investimenti in porti, deposito e sistemi di monitoraggio e sorveglianza - Riduzione temporanea del contributo previdenziale del datore di lavoro               |
| Cina          | Supporto per investimenti in agricoltura, silvicoltura, nella produzione di carbone, petrolio e gas, e nella protezione ambientale | Incentivi fiscali vari, per alcuni settori fino al 150% costi deducibili |
| Turchia       | Supporto agli investimenti | Incentivi fiscali per determinati investimenti con "certificati di investimento" |

Legenda CIT: Corporate Income Tax